# 連結航空
連結航空（英語：Links Air）是一家總部位於英國唐卡斯特謝菲爾德機場的航空公司，經營唐卡斯特出發的定期航班和替威爾斯政府提供公共服务义务，經營卡迪夫機場至安格爾西機場的航班。

## 歷史
連結航空在1983年成立，初期替城翼航空和校隊快運營運航班，至2014年才以自己公司名稱提供航班，並在2015年開通卡迪夫-諾里奇航線，但不足兩個月便取消，之後亦取消了貝爾法斯特和曼島航線。
在2015年10月前，連結航空持有英國民航局發出的B類執照，這執照只允許航空公司營運20座以下或10噸以下的飛機，因此連結航空採用捷流31飛機。10月21日，民航局以航空安全為理由暫停了連結航空的空運執照。
連結航空在2016年4月1日正式清盤。

## 目的地
英格蘭

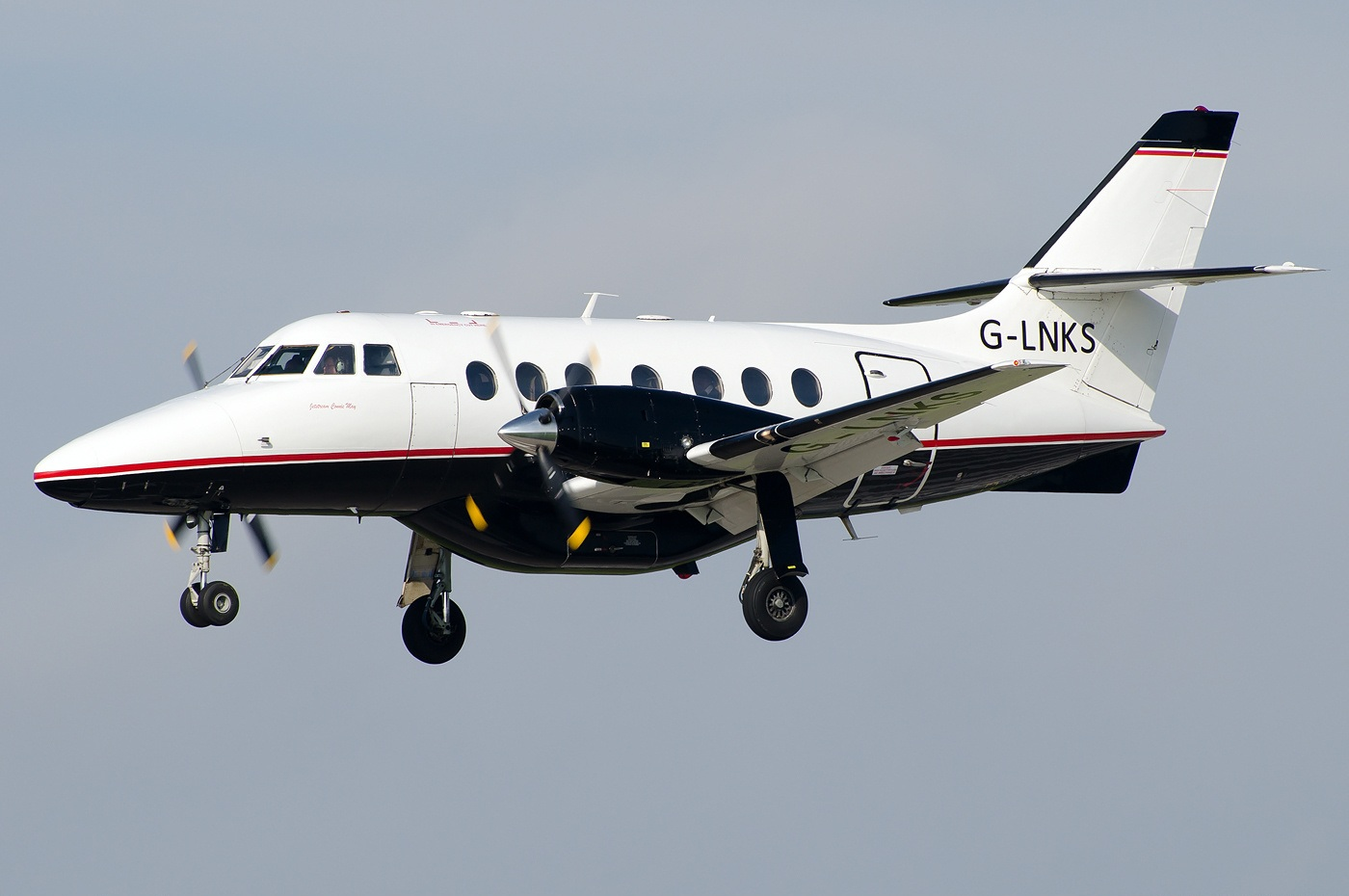
連結航空的捷流31

- 唐卡斯特／謝菲爾德 - 唐卡斯特謝菲爾德機場 總部
- 諾里奇 - 諾里奇機場

曼島
- 罗纳尔兹韦 - 曼島機場 季節性

北愛爾蘭
- 貝爾法斯特 - 貝爾法斯特城市機場

威爾斯
- 安格尔西岛 - 安格爾西機場
- 卡迪夫 - 卡迪夫機場 基地